# Saguinus graellsi
Saguinus graellsi là một loài động vật có vú trong họ Cebidae, bộ Linh trưởng. Loài này được Jimenez de la Espada mô tả năm 1870.